# Франц Айґнер (важкоатлет)
Франц Айґнер (нім. Franz Aigner, 24 січня 1892 — 21 січня 1970) — австрійський важкоатлет.
Срібний призер Олімпійських Ігор 1924 року в категорії понад 82,5 кг.